# Herpetologia
L'herpetologia (del grec ἑρπετον "animal o ésser que repta" i λογος "estudi, coneixement") és la branca de la zoologia que estudia els tetràpodes poiquiloterms (rèptils i amfibis), incloent-hi la seva taxonomia, ecologia, comportament, fisiologia, anatomia i paleontologia. Salamandres, granotes, gripaus, serps, llangardaixos, tortugues, tuatares i crocodilians són alguns dels animals que són estudiats pels herpetòlegs.
Encara que rèptils i amfibis ofereixin una semblança relativa (per exemple, molt sovint salamandres i llangardaixos són confosos els uns pels altres quan, en realitat, pertanyen a línies evolutives diferents). Així, els amfibis tenen una pell permeable que permet l'intercanvi de gasos d'una manera semblant a com ho fan els pulmons dels mamífers. Molts amfibis no tenen pulmons en absolut sinó que fan servir llurs pells per a respirar. A més, tenen el cor dividit en tres compartiments i, tot i que la majoria d'espècies poden viure fora de l'aigua, necessiten tornar-hi per a la fertilització i la posta dels ous. Molts amfibis segreguen tòxics a través de la pell per protegir-se de llurs depredadors.
Els rèptils, per contra, tenen una pell hermètica seca i pulmons. El cor dels rèptils també té tres compartiments (llevat dels crocodilians que en tenen quatre) i ponen llurs ous en terra, incloent-hi les tortugues marines que només venen a terra per a aquest propòsit.
L'herpetologia ofereix múltiples beneficis pel paper dels amfibis i dels rèptils en l'ecologia global puix que els primers són sovint molt sensibles als canvis ambientals i poden oferir una advertència visible als éssers humans sobre canvis significatius que s'estiguin produint en l'entorn. Algunes toxines i verins produïts pels rèptils i els amfibis són útils en el camp de la medicina. Per exemple, alguns tipus de verins de serp són emprats per elaborar anticoagulants que treballen per tractar víctimes d'atacs de cor.